# 范济洲
范济洲（1912年4月15日—），男，祖籍山东栖霞，生于奉天安东（今辽宁丹东），中国森林经理学家、林业教育家，曾任中国林学会常务理事、顾问。